# Ayamonte
Ayamonte ist eine spanische Stadt in der Provinz Huelva in der Autonomen Region Andalusien. 2024 hatte die Gemeinde 21.622 Einwohner. Das Stadtgebiet hat eine Fläche von 142 km² und eine Bevölkerungsdichte von 153 Einw./km². Der Ort liegt an der Mündung des Guadiana-Flusses in den Atlantischen Ozean und damit an der Grenze zu Portugal. Bis zur Provinzhauptstadt Huelva sind es 48, bis Sevilla 140 km.

## Geschichte
Die archäologische Stätte La Torre-La Janera (Name der Hazienda) wurde 2018 entdeckt. Sie gilt mit über 500 Menhiren als einer der größten Megalithplätze Europas. Die Dolmen und Menhire finden sich auf etwa 90 Hektar des 600 Hektar großen Landgutes.
In römischer Zeit war die Mündung des Guadiana-Flusses als Ostium Fluminis Anae bekannt. Von dort führte eine wichtige Handelsstraße gen Norden nach Mérida. Man nimmt an, dass Ayamonte schon in dieser Zeit eine strategisch wichtige Stellung einnahm.
Im Jahre 1239 wurde die maurische Herrschaft durch Truppen des Königs Sancho II. von Portugal beendet und der Ort dem Santiagoorden unterstellt. 1263 legte man den Guadiana als Grenze zwischen Portugal und Spanien fest, und die Ortschaft kam unter die Hoheit der kastilischen Krone. Zunächst gehörte sie zur Grafschaft Niebla, bildete später aber eine eigene Markgrafschaft.
1664 bekam sie von König Philipp IV. die Stadtrechte verliehen.

## Verkehr
Der Ort liegt wenige Kilometer südlich der spanischen Autobahn A-49. Seit 1991 verbindet der Puente Internacional del Guadiana die Stadt mit der portugiesischen Seite des Flusses. Eine kleine Autofähre bietet eine alternative Möglichkeit, nach Vila Real de Santo António zu gelangen.

## Sehenswürdigkeiten
- Ermita de San Sebastián – Die Kapelle wurde Ende des 16. Jahrhunderts aus Bruchstein erbaut.
- Iglesia parroquial de las Angustias – Die bedeutendste Kirche der Stadt wurde Mitte des 16. Jahrhunderts erbaut und weist Mudéjar- und Renaissance-Stilelemente auf. Hier befindet sich auch die Schutzherrin von Ayamonte.
- Convento de Santa Clara – Eine Klosteranlage aus dem 19. Jahrhundert.
- Templo de la Merced – Die Klosterkirche wurde Anfang des 17. Jahrhunderts erbaut. Erwähnenswert ist das Retabel im Barockstil.
- Parroquia del Salvador – Die Pfarrkirche wurde um 1400 auf den Resten einer Moschee erbaut; in einer Mischung verschiedener Stilrichtungen.
- Torre de Canela – Ein Festungsturm aus dem 16. Jh. an der Straße Richtung Strand.
- Casa Grande – Im Stil der Cadizer Bürgerhäuser Ende des 18. Jahrhunderts erbaut. Sitz der Stadtbücherei und des Kulturamtes.
- Palacio de los Marqueses de Ayamonte – Ehemalige Residenz der Markgrafen von Ayamonte.
- Plaza de la Laguna – Der Hauptplatz der Stadt, wo auch das Rathaus zu finden ist.
- El Pintado Gezeitenmühle

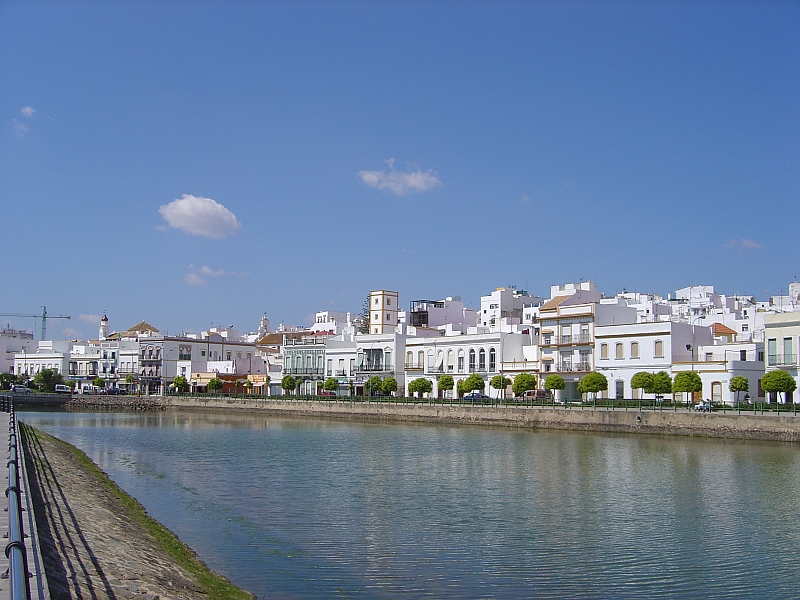
Blick von der Plaza de España
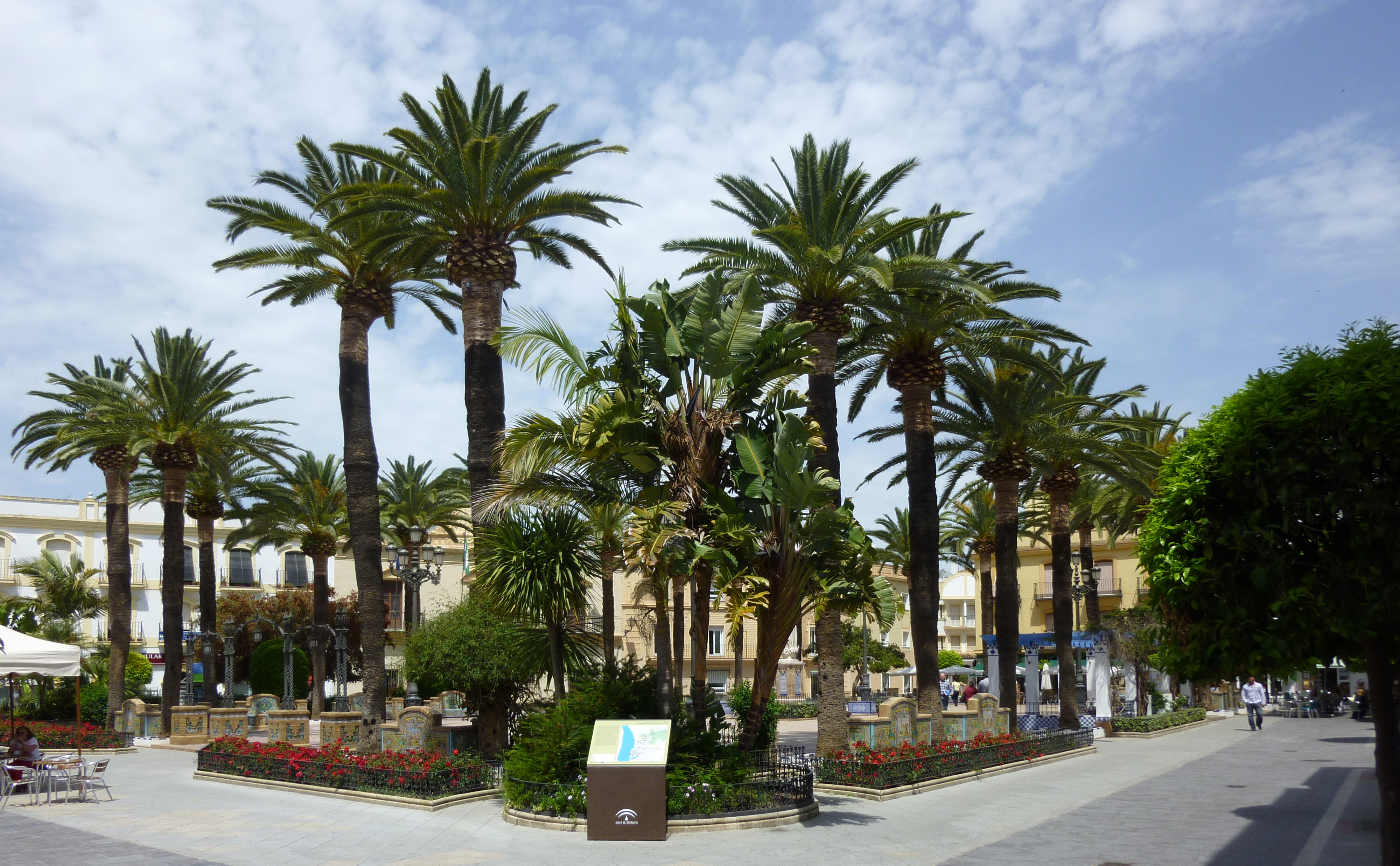
Plaza de la Laguna
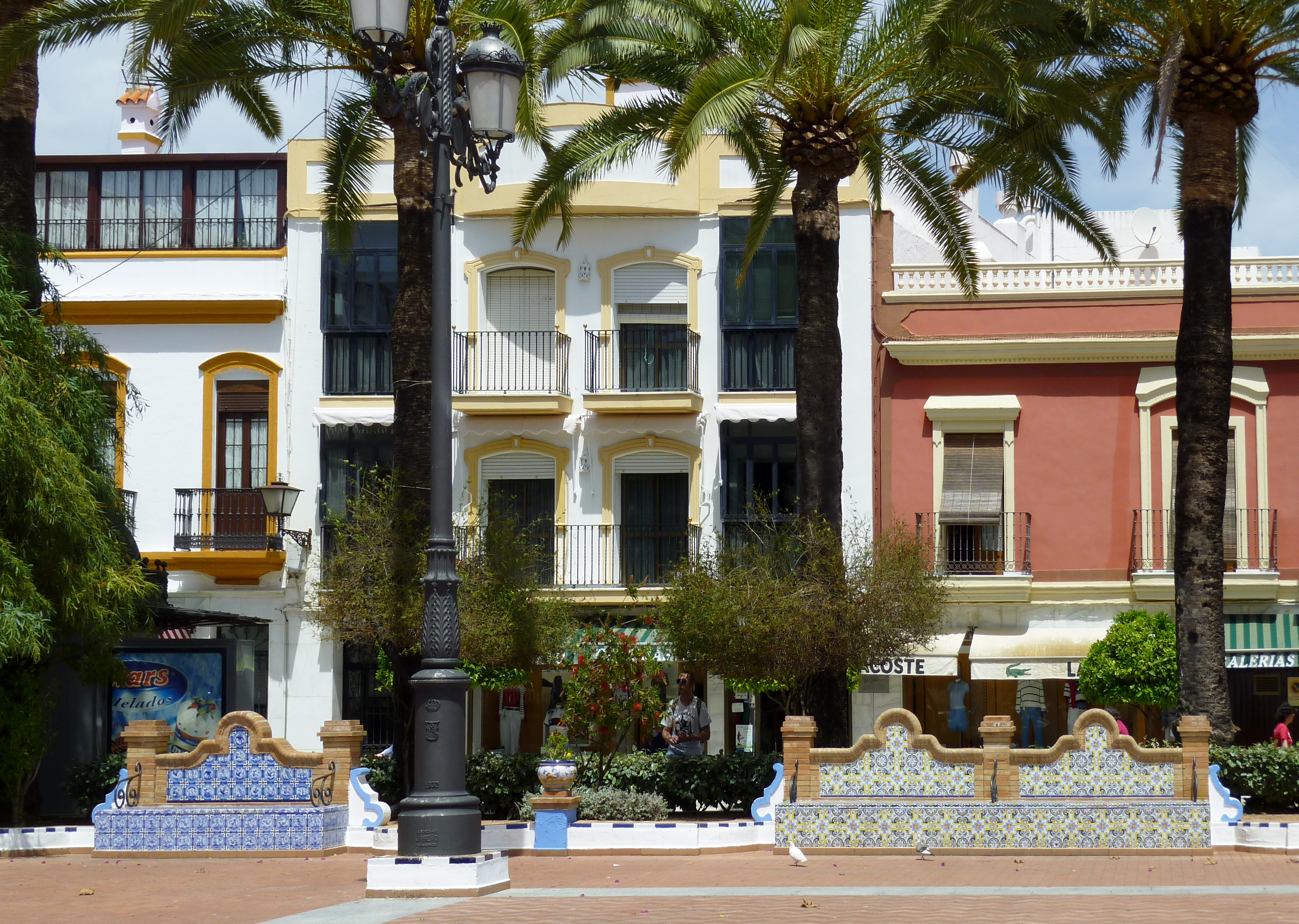
Am Paseo de la Ribera
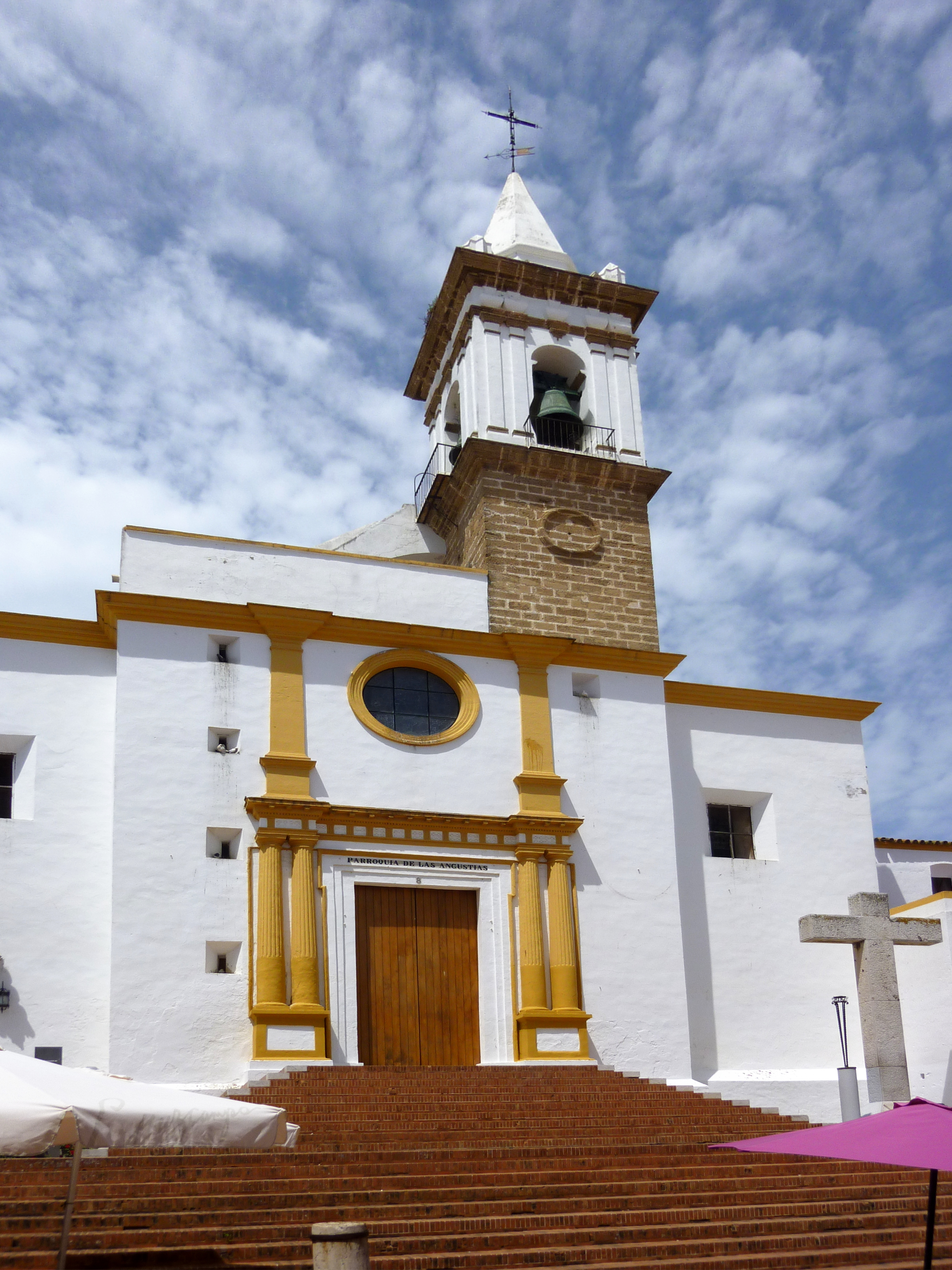
Pfarrkirche Iglesia de las Angustias
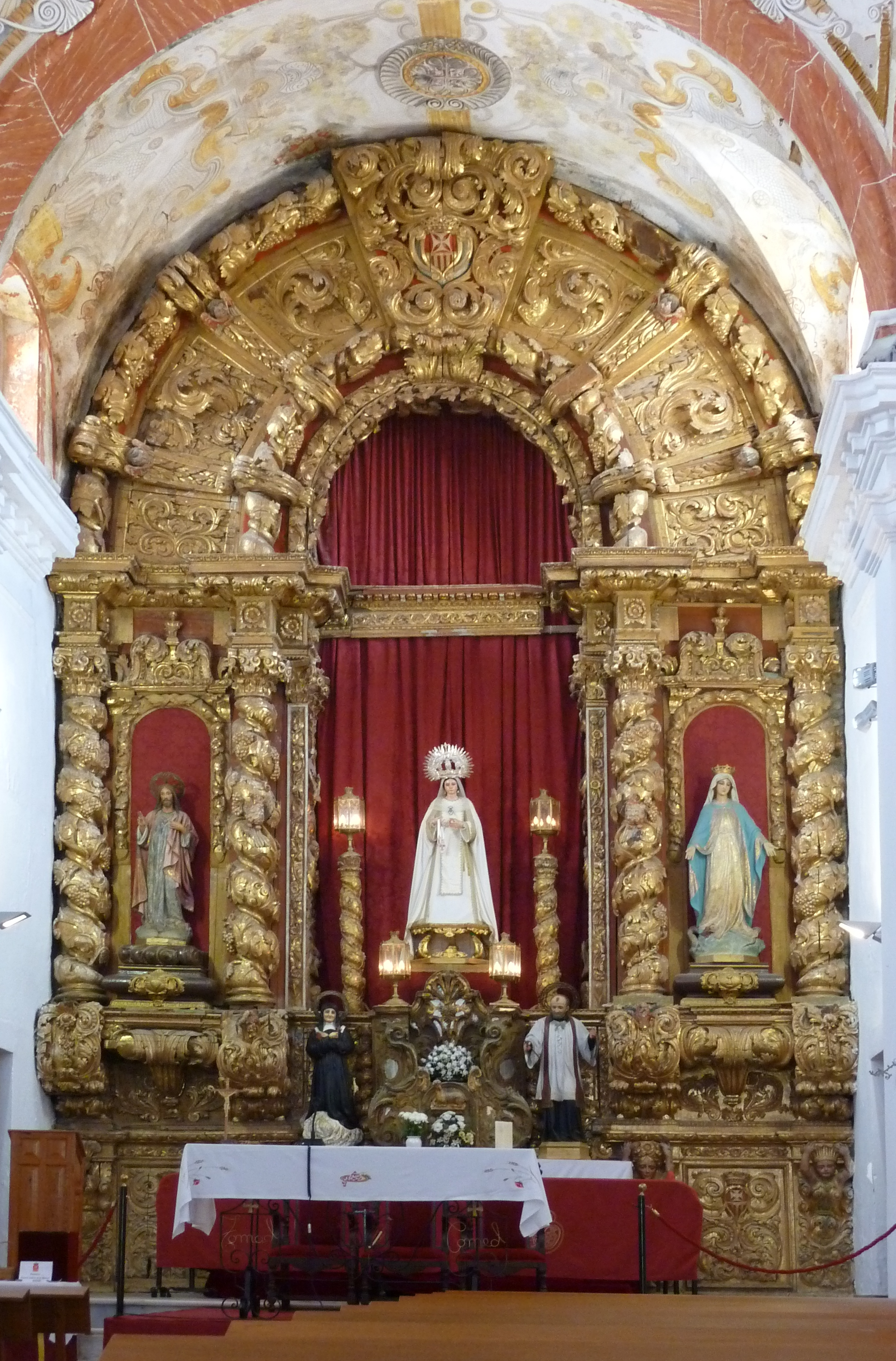
Hochaltar im Templo de la Merced
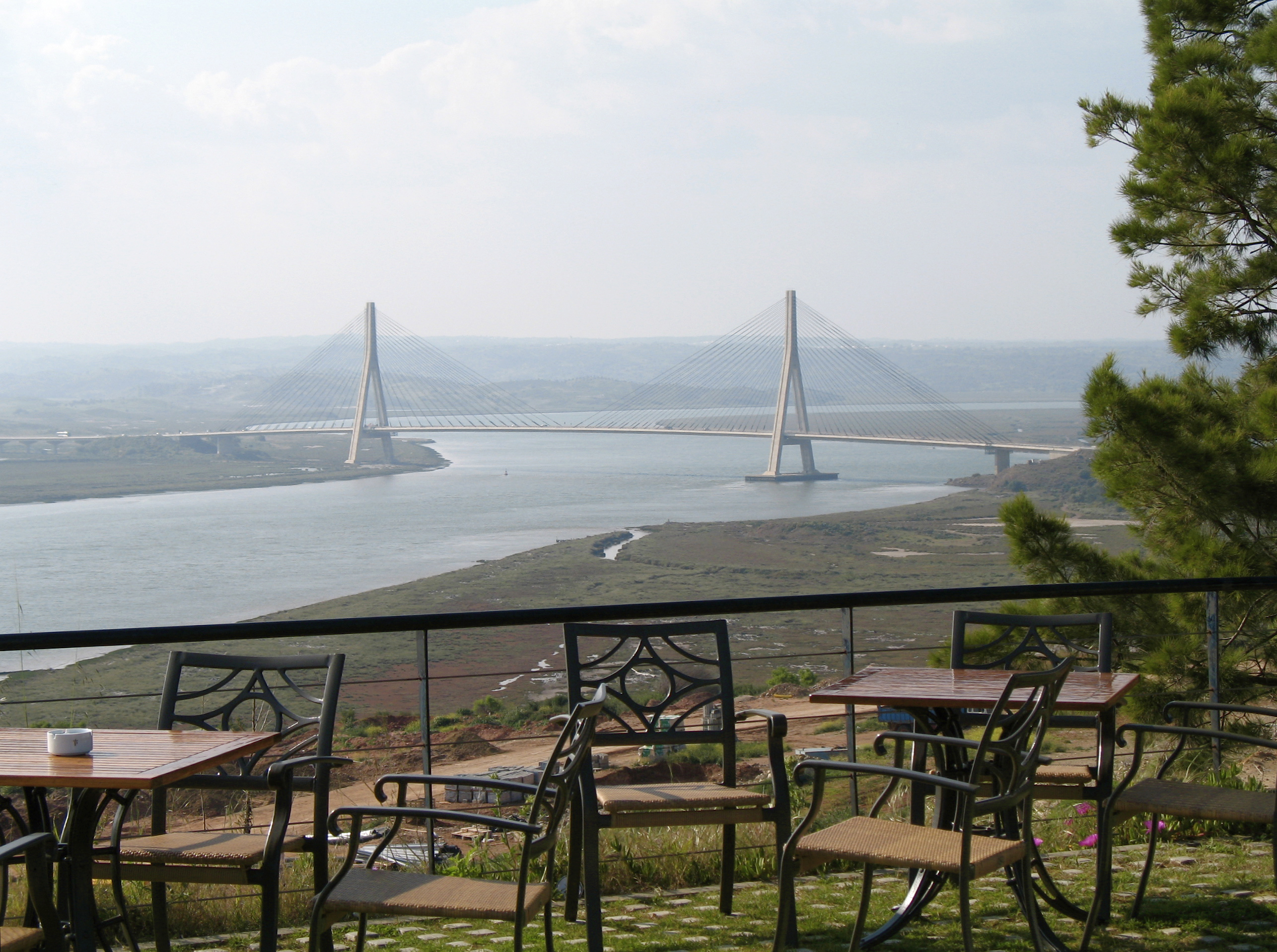
Brücke über den Guadiana

## Söhne und Töchter der Stadt
- Antonio León Ortega (1907–1991), Bildhauer
- Florencio Aguilera (1947), Maler, Kunstsammler und Musikveranstalter
- Juan del Río Martín (1947–2021), römisch-katholischer Militärerzbischof von Spanien
- María Isabel (1995), Sängerin

## Städtepartnerschaften
- Vila Real de Santo António  Portugal
- Boom  Belgien